# سیارک ۲۷۲۳
سیارک ۲۷۲۳ (به انگلیسی: 2723 Gorshkov، نامگذاری:1978QL2) دو هزار و هفتصد و بیست و سومین سیارک کشف شده‌است که در ۳۱ اوت ۱۹۷۸ کشف شد.
قدر مطلق سیارک برابر ۱۲٫۵۰ است.